# Denis Kessler
Denis Kessler (25 de marzo de 1952 - 9 de junio de 2023) fue un empresario francés. Se desempeñó como presidente del consejo de administración y director ejecutivo de Scor desde 2002 hasta su muerte. Anteriormente, fue vicepresidente de MEDEF y director ejecutivo de AXA.

## Biografía
Kessler se graduó en HEC Paris y obtuvo un doctorado en economía de la Universidad de París.
Fue miembro de la junta directiva de BNP Paribas, Bolloré, Dassault Aviation, Invesco y Fonds stratégique d'investissement. Fue miembro del consejo de supervisión de Yam Invest N.V. Se desempeñó como presidente de Le Siècle de 2007 a 2010.
Kessler criticó la reacción keynesiana a la crisis financiera de 2008 y sugirió que el fin del euro era una posibilidad real.
Murió el 9 de junio de 2023, a la edad de 71 años.